# Peracle reticulata
Peracle reticulata is een slakkensoort uit de familie van de Peraclidae. De wetenschappelijke naam van de soort werd in 1834 voor het eerst geldig gepubliceerd door Alcide d'Orbigny.